# Porte du Ried
Porte du Ried is een gemeente in het Franse departement Haut-Rhin in de regio Grand Est. De plaats maakt deel uit van het arrondissement Colmar-Ribeauvillé. Porte du Ried is op 1 januari 2016 ontstaan door de fusie van de gemeenten Holtzwihr en Riedwihr en heeft de status van commune nouvelle. De gemeente had op 1 januari 2022 1.914 inwoners.

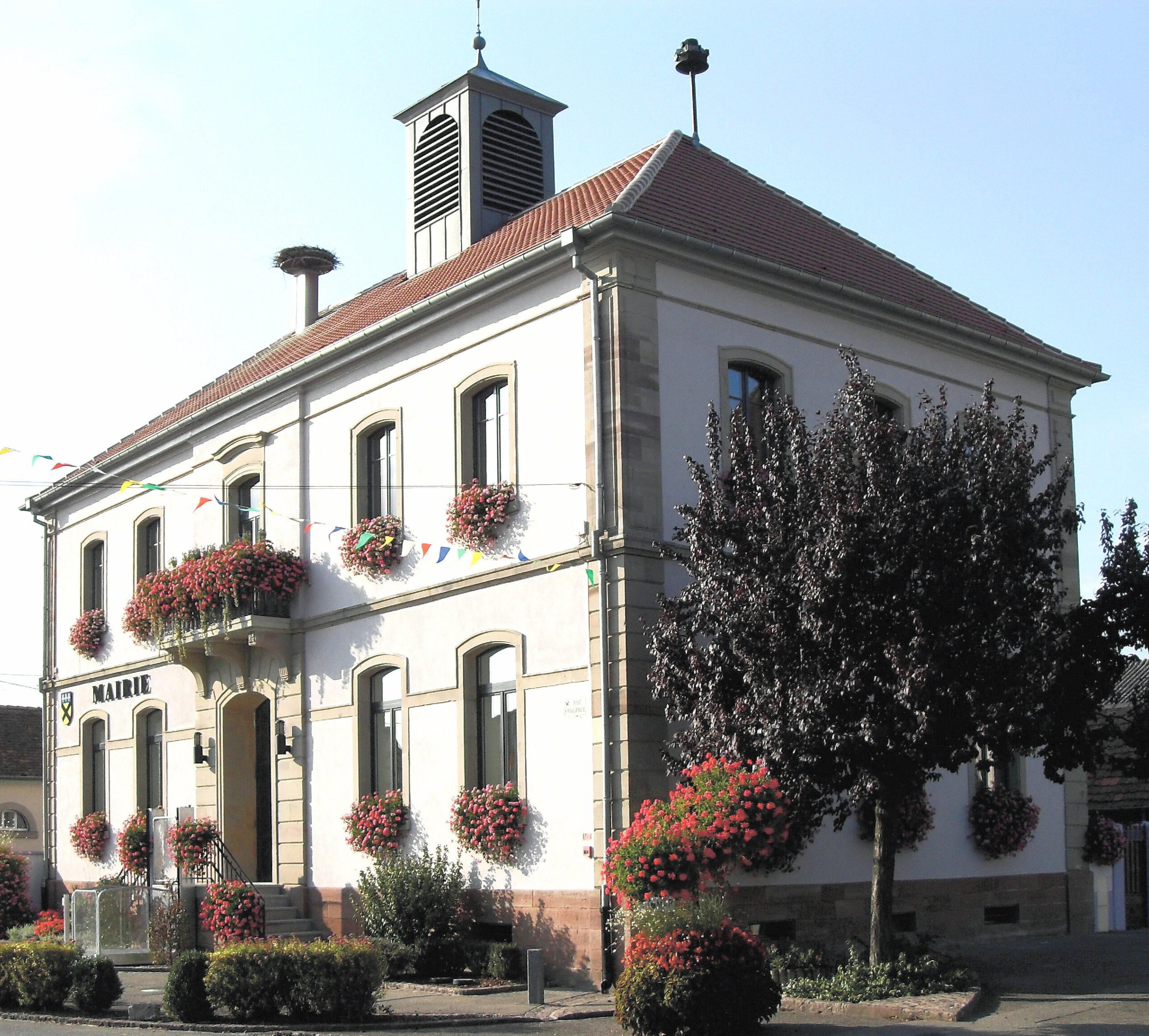
Het gemeentehuis te Holtzwihr

## Geografie
De oppervlakte van Porte du Ried bedroeg op 1 januari 2022 9,49 vierkante kilometer; de bevolkingsdichtheid was toen 201,7 inwoners per km².
De onderstaande kaart toont de ligging van Porte du Ried met de belangrijkste infrastructuur en aangrenzende gemeenten.

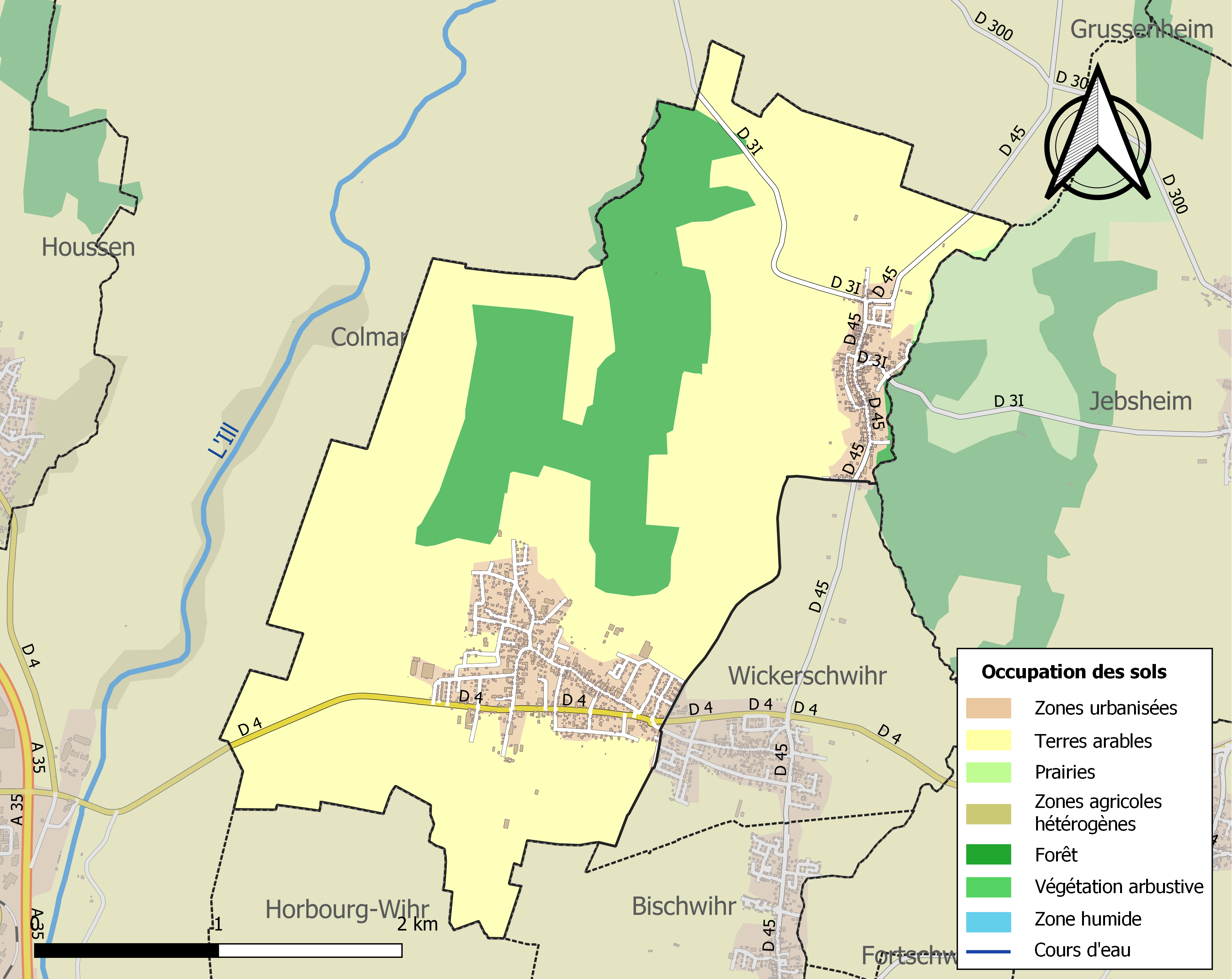

Andolsheim ·  Baltzenheim · Bischwihr · Colmar (deels) · Grussenheim · Horbourg-Wihr · Houssen · Jebsheim · Muntzenheim · Porte du Ried · Sainte-Croix-en-Plaine · Sundhoffen · Wickerschwihr